# 維利尚卡 (克里若皮利區)
48°14′45″N 28°37′32″E / 48.24583°N 28.62556°E
維利尚卡（烏克蘭語：Вільшанка），是烏克蘭的村落，位於該國西南部文尼察州，由圖利欽區負責管轄，始建於1500年，面積7.2平方公里，海拔高度123米，2001年人口1,640，人口密度每平方公里227.78人。